# Piñeiro de Abajo (Boqueijón)
Piñeiro de Abajo (en gallego y oficialmente, Piñeiro de Abajo) es una localidad española situada en la parroquia de Boqueijón, del municipio de Boqueijón, en la provincia de La Coruña, Galicia.

## Demografía
| Gráfica de evolución demográfica de Piñeiro de Abaixo entre 2011 y 2018 |
|                                                                         |
| Datos según el nomenclátor publicado por el INE.                        |